# 천막박쥐속
천막박쥐속(Uroderma)은 주걱박쥐과(신세계잎코박쥐과)에 속하는 박쥐 속의 하나이다. 남아메리카에서 발견된다.

## 하위 종
- 천막박쥐 (Uroderma bilobatum)
- 갈색천막박쥐 (Uroderma magnirostrum)